# Saint-Brieuc Agglomération
Pour les articles homonymes, voir Cabri (homonymie).
Saint-Brieuc Agglomération est une ancienne communauté d'agglomération française, située dans le département des Côtes-d'Armor, en région Bretagne.

## Histoire
La communauté a été créée le 29 octobre 1999, par le sénateur Claude Saunier, alors maire de la ville-centre, Serge Ripoche étant directeur général, prenant la succession du District du Pays de Saint-Brieuc, créé le 27 décembre 1991, lui-même inspiré par une association existant depuis le 20 décembre 1988, intitulée Charte intercommunale de l'agglomération briochine. Elle est alors dénommée CABRI.
La communauté est administrée par un Conseil d'agglomération composé de 68 délégués titulaires désignés par les conseils municipaux au prorata de la population. Le 17 avril 2008, Michel Lesage, maire de Langueux succède à Bruno Joncour, maire de Saint-Brieuc, à la présidence de la Communauté d'agglomération.
En février 2009, l'intercommunalité change de dénomination pour devenir Saint-Brieuc Agglomération (Sant-Brieg Tolpad-Kêrioù en breton).
Élu député de la première circonscription des Côtes-d'Armor lors des élections législatives de 2012 et s'étant engagé sur le non-cumul des mandats, Michel Lesage laisse sa place à Armelle Bothorel, maire de La Méaugon, élue présidente lors du conseil d'agglomération du 25 octobre 2012.
Le 1er janvier 2016, le nombre de communes passe de 14 à 13 à la suite de l'intégration de Tréméloir au sein de Pordic.
Le 1er janvier 2017, l'agglomération fusionne avec les communautés de communes de Quintin Communauté, de Centre Armor Puissance 4, de Sud Goëlo ainsi que la commune de Saint-Carreuc pour former Saint-Brieuc Armor Agglomération constituée de 32 communes et de plus de 150 000 habitants.

## Territoire communautaire

### Composition
La Communauté d'Agglomération de Saint-Brieuc est composée des communes suivantes :
| Nom                  | Code Insee | Gentilé       | Superficie (km2) | Population (dernière pop. légale) | Densité (hab./km2) |
| -------------------- | ---------- | ------------- | ---------------- | --------------------------------- | ------------------ |
| Saint-Brieuc (siège) | 22278      | Briochins     | 21,88            | 45 207 (2014)                     | 2 066              |
| Hillion              | 22081      | Hillionnais   | 24,76            | 4 094 (2014)                      | 165                |
| Langueux             | 22106      | Langueusiens  | 9,10             | 7 492 (2014)                      | 823                |
| La Méaugon           | 22144      | Méaugonnais   | 6,78             | 1 280 (2014)                      | 189                |
| Plédran              | 22176      | Plédranais    | 34,71            | 6 480 (2014)                      | 187                |
| Plérin               | 22187      | Plérinais     | 27,72            | 14 141 (2014)                     | 510                |
| Ploufragan           | 22215      | Ploufraganais | 27,06            | 11 376 (2014)                     | 420                |
| Pordic               | 22251      | Pordicais     | 33,63            | 6 899 (2014)                      | 205                |
| Saint-Donan          | 22287      | Donanais      | 22,92            | 1 430 (2014)                      | 62                 |
| Saint-Julien         | 22307      | Julianais     | 5,69             | 2 058 (2014)                      | 362                |
| Trégueux             | 22360      | Trégueusiens  | 14,57            | 8 291 (2014)                      | 569                |
| Trémuson             | 22372      | Trémusonnais  | 6,31             | 1 998 (2014)                      | 317                |
| Yffiniac             | 22389      | Yffiniacais   | 17,44            | 4 973 (2014)                      | 285                |

### Conseil communautaire

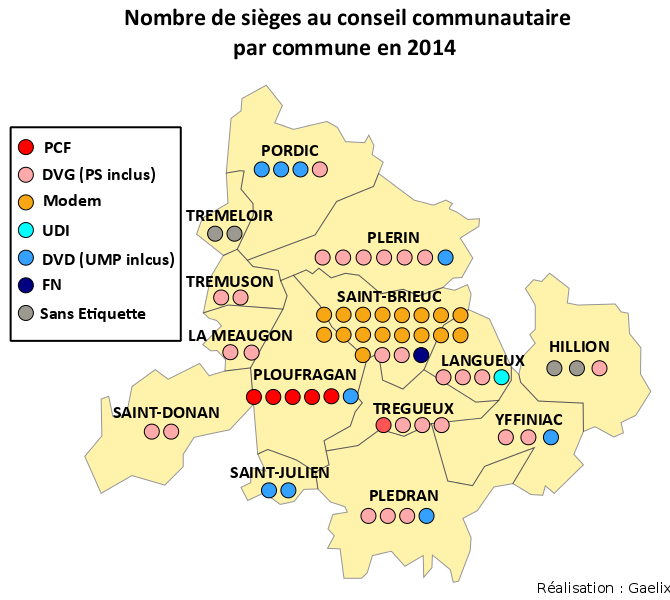
Appartenance politique de chaque des sièges au conseil communautaire de Saint-Brieuc Agglomération.

## Administration

### Élus
| Liste des vice-présidents | Liste des vice-présidents | Liste des vice-présidents                                                                  | Liste des vice-présidents |
|                           | Nom                       | Domaine                                                                                    | Etiquette                 |
| ------------------------- | ------------------------- | ------------------------------------------------------------------------------------------ | ------------------------- |
| Président                 | Bruno Joncour             |                                                                                            | MoDem                     |
| 1re                       | Armelle Bothorel          | Innovation, recherche, prospective                                                         | PS                        |
| 2e                        | Mickaël Cosson            | Tourisme, littoral                                                                         | DVD                       |
| 3e                        | Ronan Kerdraon            | Transports, modes de déplacement                                                           | PS                        |
| 4e                        | Jean-Jacques Fuan         | Développement économique, emploi, coopération territoriale                                 |                           |
| 5e                        | Bruno Beuzit              | Insertion sociale et professionnelle, cohésion sociale, politiques urbaines contractuelles | PCF                       |
| 6e                        | Marie-Claire Diouron      | Aménagement, habitat, logement                                                             | UDI                       |
| 7e                        | Christine Métois          | Culture, patrimoine                                                                        | PS                        |
| 8e                        | Jean-Marie Mounier        | Enseignement supérieur et vie universitaire                                                |                           |
| 9e                        | Thérèse Jousseaume        | Jeunesse, enfance, famille, services à la personne                                         | PS                        |
| 10e                       | Louis Eouzan              | Ressources humaines, finances, relations avec les maires                                   |                           |
| 11e                       | Michel Hinault            | Énergie, développement durable, agenda 21                                                  | PS                        |
| 12e                       | Claude Blanchard          | Collecte, traitement et valorisation économique et environnementale des déchets            | DVD                       |
| 13e                       | Gérard Le Gall            | Eau, assainissement                                                                        | PS                        |
| 14e                       | Loïc Bidault              | Développement rural, espaces et patrimoine naturels                                        | DVD                       |
| 15e                       | Jean-Luc Bertrand         | Sports, équipements sportifs communautaires                                                | DVD                       |

### Présidence
| Période                                    | Période                     | Identité          | Étiquette | Qualité                                                                                |
| ------------------------------------------ | --------------------------- | ----------------- | --------- | -------------------------------------------------------------------------------------- |
| District du Pays de Saint-Brieuc           |                             |                   |           |                                                                                        |
| 12 février 1992                            | 29 octobre 1999             | Claude Saunier    | PS        | Maire de Saint-Brieuc (1983 → 2001) Sénateur des Côtes-d'Armor (1989 → 2008)           |
| Communauté d'agglomération de Saint-Brieuc |                             |                   |           |                                                                                        |
| 1er novembre 1999                          | 19 avril 2001               | Claude Saunier    | PS        | Maire de Saint-Brieuc (1983 → 2001) Sénateur des Côtes-d'Armor (1989 → 2008)           |
| 19 avril 2001                              | 22 février 2007 (démission) | Christian Nicolas | UMP       | Maire de Saint-Julien (1983 → 2007)                                                    |
| 19 avril 2007                              | 17 avril 2008               | Bruno Joncour     | UDF-MoDem | Maire de Saint-Brieuc (2001 → 2017)                                                    |
| 17 avril 2008                              | 25 octobre 2012 (démission) | Michel Lesage     | PS        | Maire de Langueux (1989 → 2014) Député des Côtes-d'Armor (1re circ.) (2012 → 2017)     |
| 25 octobre 2012                            | 24 avril 2014               | Armelle Bothorel  | PS        | Maire de La Méaugon (2001 → 2020)                                                      |
| 24 avril 2014                              | 31 décembre 2016            | Bruno Joncour     | MoDem     | Maire de Saint-Brieuc (2001 → 2017) Député des Côtes-d'Armor (1re circ.) (2017 → 2022) |